# Wawona Tree

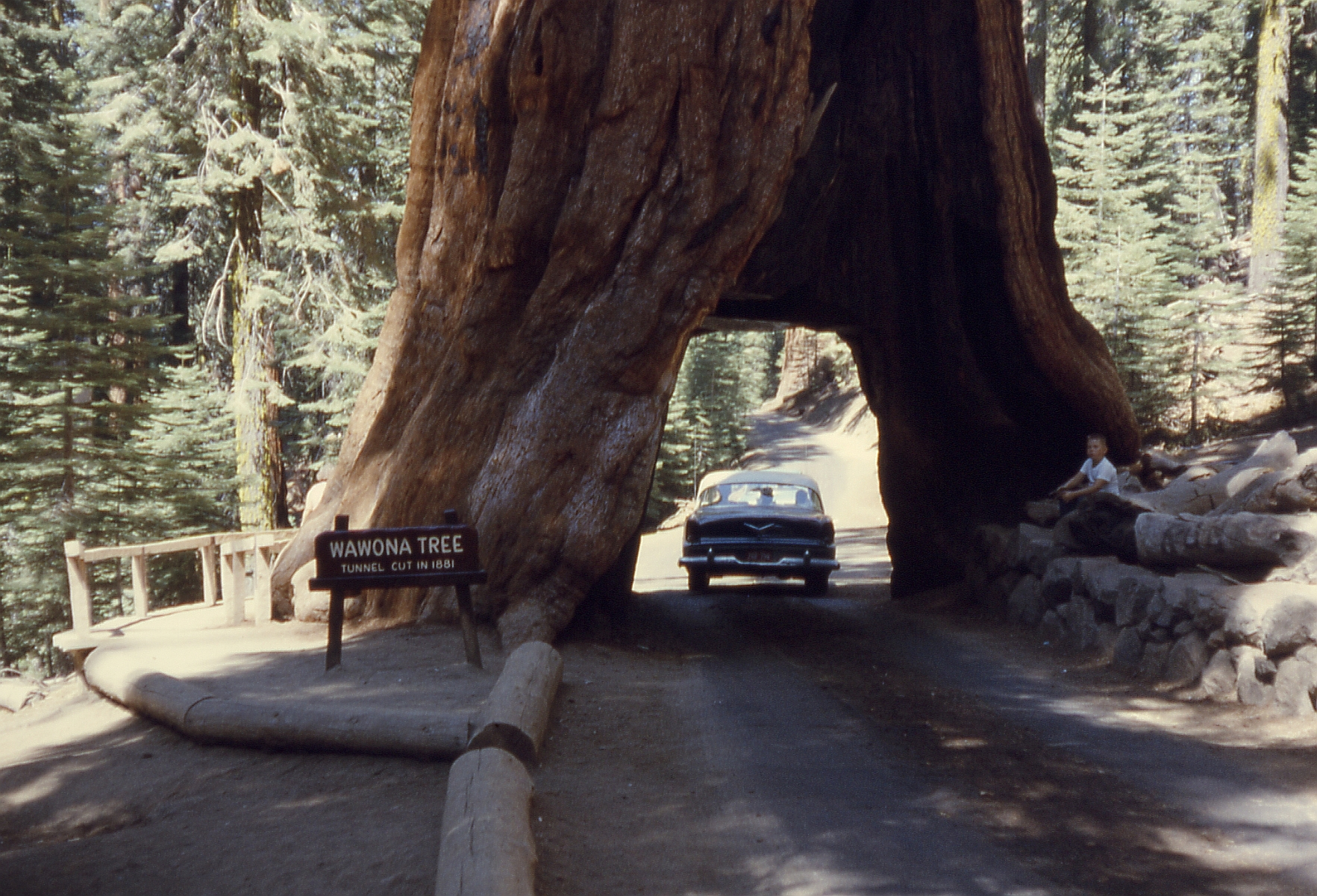
De Wawona Tunnel Tree in 1962

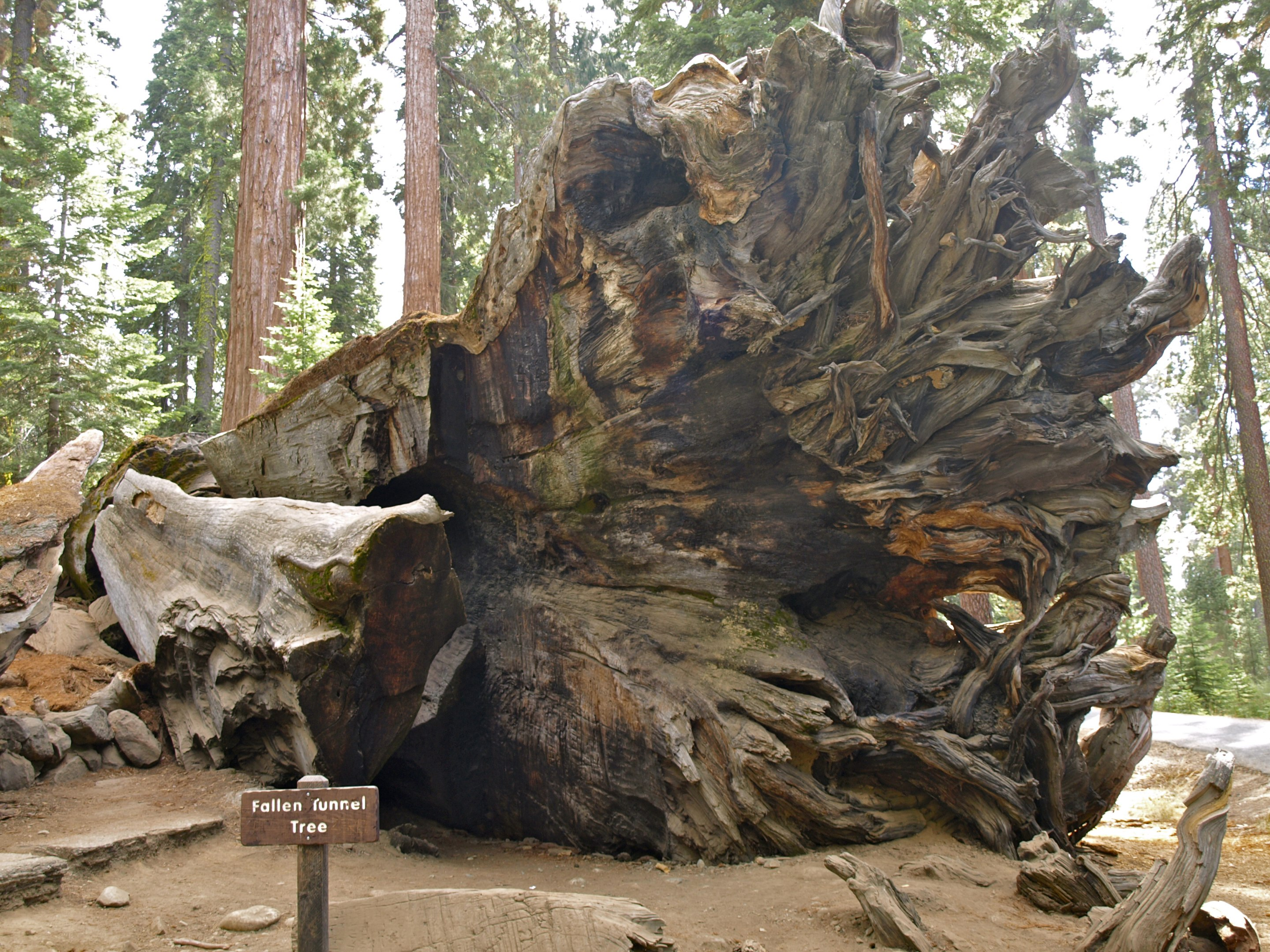
De Fallen Tunnel Tree in 2012

De Wawona Tree, ook wel bekend als de Wawona Tunnel Tree, was een bekende reuzensequoia, die tot 1969 in de Mariposa Grove in Yosemite National Park in de Amerikaanse staat Californië stond. De boom was 69 meter hoog en had een diameter van 7,9 meter bij de voet. De boom wordt weleens verward met de Tunnel Log in het Sequoia National Park.

## Geschiedenis
In 1881 werd er door twee broers, die voor de opdracht betaald kregen, een tunnel in de Wawona Tree uitgehakt. De boom helde al licht over en na de voltooiing van de tunnel werd de overhelling groter. Het was bedoeld als een toeristische attractie, waarbij bezoekers met de auto onder de boom door konden rijden.
In 1969 viel de Wawona Tree om door een grote hoeveelheid sneeuw op de kroon. Men schat dat de boom zo'n 2.300 jaar oud was. Na verschillende discussies is de boom blijven liggen op de plek waar hij gevallen is, voornamelijk vanwege ecologische redenen; door hun grootte kunnen omgevallen reuzensequoia's nieuwe ecosystemen vormen, waarbij ze voor een habitat zorgen voor insecten en ruimte bieden aan nieuwe plantengroei.
Daarnaast dient de boom nog steeds als een toeristische attractie en tegenwoordig staat hij bekend als de 'Fallen Tunnel Tree'.
Bezienswaardigheden: Bridalveil Fall · Cathedral Lakes · Cathedral Peak · Chilnualna Falls · Clouds Rest · El Capitan · Emerald Pool · Glacier Point · Grand Canyon of the Tuolumne · Grizzly Giant · Half Dome · Hetch Hetchy · Horsetail Fall · John Muir Trail · Mariposa Grove · Merced Grove · Merced River · Mount Conness · Mount Dana · Mount Lyell · Mount Starr King · Nevadawaterval · Ostrander Lake · Pacific Crest Trail · Sentinel Dome · Sentinel Rock · Tenaya Canyon · Tenaya Lake · Tunnel View · Tuolumne Grove · Tuolumne Meadows · Tuolumne River · Vernalwaterval · Wawona Tunnel Tree · Yosemite Valley · Yosemitewaterval

Bebouwing: Ahwahnee Hotel · Badger Pass Ski Area · Camp 4 · Curry Village · Glacier Point Hotel · Housekeeping Camp · LeConte Memorial Lodge · Pioneer Yosemite History Center · Rangers' Club · Parsons Memorial Lodge · Wawona · Wawona Hotel · Yosemite Valley Chapel · Yosemite Valley Lodge · Yosemite Village

Vervoer: SR 41 · SR 120 · SR 140 · Wawona Tunnel · Yosemite Area Regional Transportation System

Personen: Ahwahnechee · Chief Tenaya · Frederick Law Olmsted · Galen Clark · John Conness · John Muir · Sierra Miwok · Stephen Mather · Robert Underwood Johnson